# A Love Song for Latasha
A Love Song for Latasha ist ein US-amerikanischer Kurz-Dokumentarfilm von Sophia Nahli Allison aus dem Jahr 2019. Der Film beschäftigt sich mit dem Fall Latasha Harlins.

## Inhalt
Die 15-jährige Latasha Harlins wurde in Los Angeles beim Kauf eines Orangensaftes von der Besitzerin des Shops erschossen, weil sie irrtümlich für eine Ladendiebin gehalten wurde. Diese Tat und die geringe Strafe für die Täterin war einer der Auslöser für die Unruhen in Los Angeles 1992.
Der Dokumentarfilm sammelt Erinnerungen von Weggefährten, unter anderem von ihrer Cousine Shinese Harlins und ihrer besten Freundin Tybie O’Bard. Diese zeichnen ein Porträt einer sensiblen und freundlichen jungen Frau, deren Ziel es war, Anwältin zu werden. In den Äußerungen ihrer Freunde wird sowohl die Wut über das Geschehene als auch die Trauer über ihren Verlust deutlich. Zum Teil wurden Effekte verwendet, die an Videoaufnahmen der 1980er und 1990er erinnern, zum Beispiel Farbrauschen oder Banddeffekte.
Auf eine 26-sekündige Aufnahme des Überwachungsvideos vom Tatmorgen, das den Mord an der Teenagerin zeigt, wurde verzichtet. Das einzige Originalmaterial von Harlins sind alte Fotos.

## Hintergrund
Sophia Nahli Allison kam die Idee zum Film, als sich die Unruhen von Los Angeles zum 25. Mal jährten. Sie drehte den Film über den Zeitraum von etwa zwei Jahren. Er entstand ohne Drehbuch. Inspirationen nahm die Filmemacherin von Saidiya Hartman und ihrem Essay Venus in Two Acts.
Der Film wurde als Netflix Original produziert. Er wurde erstmals 2019 auf dem Tribeca Film Festival uraufgeführt. Es folgten weitere Festivalteilnahmen, unter anderem beim Sundance Film Festival 2020. Der Film erschien dann am 21. September 2020 weltweit über Netflix.
Der Film wurde für die Oscarverleihung 2021 als Bester Dokumentar-Kurzfilm nominiert.